# Norman Hetherington

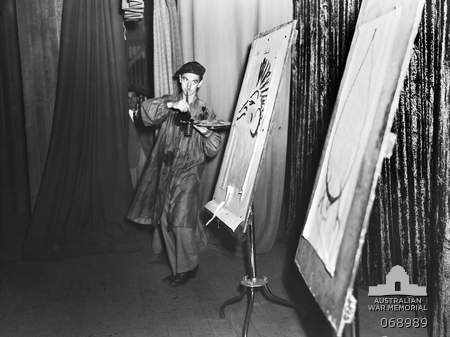
Hetherington (1944)

Norman Frederick Hetherington (* 29. Mai 1921 in Lilyfield, New South Wales; † 6. Dezember 2010 in Greenwich, New South Wales) war ein australischer Cartoonist und Puppenspieler.
Hetherington war bekannt durch den populären Charakter des Mr. Squiggle, der seit 1959 im australischen Kinderfernsehen lief. Er war über sieben Jahrzehnte lang für das australische Magazin The Bulletin tätig.

## Leben und Wirken
Seinen ersten Cartoon für The Bulletin verfasste Hetherington noch zu Highschoolzeiten. In den 1930er Jahren studierte er Kunst am East Sydney Technical College. Nach dem Militärdienst im Zweiten Weltkrieg war er gänzlich für das Magazin tätig und arbeitete dort mit anderen Künstlern wie Norman Lindsay zusammen. In den 1950er Jahren begann er mit den Aufführungen von Puppentheatern in Bibliotheken und bei Kindervorstellungen in verschiedenen Kinos in Sydney. 1959 entwickelte er die Figur des Mr. Squiggle, die er als Puppe sowohl spielte als auch sprach. Seine Ehefrau Margaret schrieb dazu die Skripte, während seine Tochter Rebecca als Mr. Squiggles Assistentin fungierte. Die Mosman Art Gallery in Sydney ehrte Hetherington 2005 mit einer Ausstellung. Er starb 2010 im Alter von 89 Jahren.

## Auszeichnungen
- 1984: Penguin Award
- 1990: Medal of the Order of Australia